# Charles Adolphe Wurtz
Charles Adolphe Wurtz (n. 26 noiembrie 1817, Strasbourg, Franța – d. 12 mai 1884, Paris, Franța) a fost un chimist francez din Alsacia. Este cunoscut pentru susținerea pe o perioadă lungă a teoriei atomice și pentru ideile despre structurile compușilor chimici, care erau împotriva opiniilor sceptice ale unor chimiști ca Marcellin Berthelot sau Henri Étienne Sainte-Claire Deville.
De asemenea, el este cunoscut în chimia organică pentru descoperirea reacției Wurtz, și pentru descoperirea etilaminei, etilenglicolului și reacției aldolice.

## Legături externe
- Charles-Adolphe Wurtz's report on the Karlsruhe Congress (1860)
- The Atomic Theory, by A. Wurtz (1881) New York: Appleton and Company (scanned copy)
- Elements of Modern Chemistry, by A. Wurtz (1899) Philadelphia: Lippincott and Company (scanned copy of the third American edition; translated by W. H. Greene)
- „Wurtz, Charles Adolphe”. New International Encyclopedia. 1905.